# Museum für Kulturgeschichte von Lettgallen

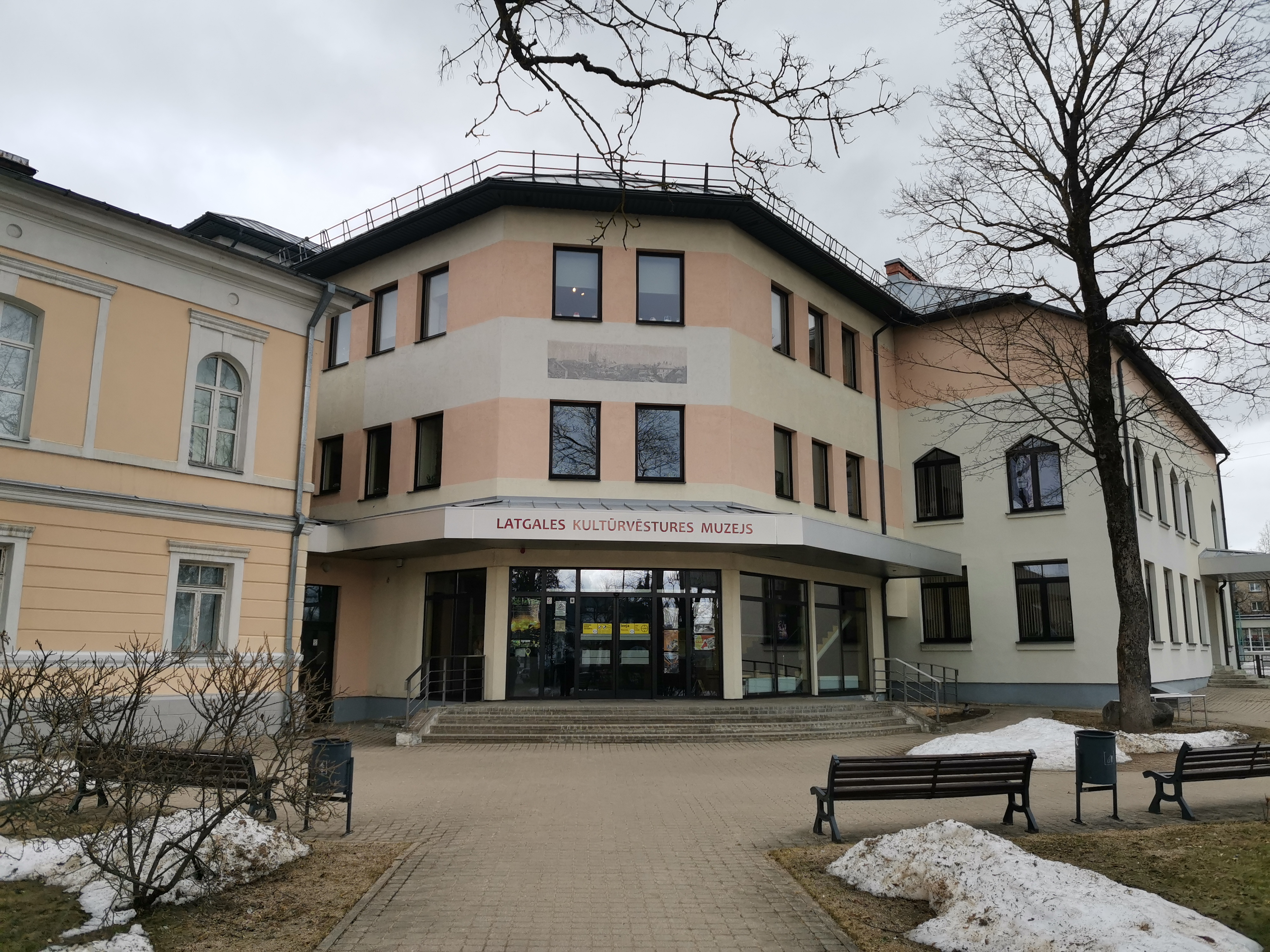
Museum für Kulturgeschichte von Lettgallen

Das Museum für die Kulturgeschichte von Lettgallen (lettisch Latgales Kultūrvēstures Muzejs) in Rēzekne ist ein Geschichtsmuseum, welches das kulturelle Erbe und die Geschichte der Region Lettgallen präsentiert, aber auch die 700-jährige Geschichte der Stadt Rēzekne wird in dem Museum gezeigt. Neben den Dauerausstellungen zeigt das Museum häufig Sonderschauen über das traditionelle Handwerk, die Volkskunst und die Geschichte der Region Lettgallen.

## Geschichte
Das Museum nahm 1959, zunächst als Außenstelle des Heimatmuseums Ludza, seinen Betrieb auf, allerdings wurde es bereits ein Jahr später selbständig und erhielt den Namen Heimatmuseum Redzekne. Seinen heutigen Namen Museum für die Kulturgeschichte von Lettgallen erhielt es 1990 nach der Unabhängigkeit Lettlands von der Sowjetunion. 1996 wurde das Museum um einen dreigeschossigen Erweiterungsbau vergrößert, dieser konnte 2010 mit Mitteln des Europäischen Strukturfonds und der Stadt selbst durch einen Verbindungsbau mit dem alten Museumsgebäude zu einem Gesamtkomplex zusammengeführt werden.

## Dauerausstellungen
- Ein Wunder aus Ton und Feuer
- Rēzekne im Wandel der Zeit – die Geschichte der Stadt im Laufe der Jahrhunderte;
- Malerei von Lettgallen – Kunstmanifestationen in Lettgallen von den 30er Jahren des 20. Jahrhunderts bis heute.

## Sammlungen
- Lettgallische Töpferkunst: Das Museum besitzt mehr als 2000 Keramikobjekte und damit die weltweit größte Sammlung lettgallischer Keramiken. Die Keramiken stammen von Künstlern wie Andrejs Paulāns, Polikarps Čerņavskis, Polikarps Vilcāns, Jānis Backāns und Ādams Kāpostiņš.
- Lettische Literatur: Diese Sammlung besteht aus über 28.000 Werken lettischer Literatur.

## Denkmal
Vor dem Museum steht ein dem bekannten lettgallischen Dichter Antons Kūkojs (1940–2007) gewidmetes Denkmal.